# Liniker
Liniker de Barros Ferreira Campos dite Liniker, née le 3 juillet 1995 à Araraquara, est une chanteuse et compositrice brésilienne du groupe Liniker and the Caramelows. Elle compose et chante la soul  et la musique afro-brésilienne.

## Biographie
Née dans une famille de musiciens, Liniker porte le nom du footballeur anglais Gary Lineker, meilleur buteur de la Coupe du monde 1986  et a grandi en écoutant la samba, le samba-rock et la soul. Bien qu'elle ait fait preuve de talent vocal dès son plus jeune âge, elle avait une certaine timidité précisément parce qu'elle vivait parmi les professionnels, et n'a commencé à chanter qu'après avoir commencé sa carrière théâtrale à l'adolescence. Son père n'était pas présent et a elle été élevée par sa mère et accompagnée de son frère Vitor, sept ans plus jeune qu'elle. Dans une interview avec Marie Claire, Liniker révèle qu'elle a été maltraitée à l'âge de douze ans par des connaissances et que personne dans sa famille ne le savait.

## Carrière
En 2015, elle fonde le groupe Liniker and the Caramelows, avec qui elle sort l'EP Cru le 15 octobre de la même année, à travers leur premier single, "Zero". Les vidéos interprétant les chansons du projet ont rapidement gagné des millions de vues,. Le 16 septembre 2016, le groupe sort son premier album, intitulé Remonta, enregistré avec l'aide de fans grâce au financement participatif de la plateforme Catarse. L'album a eu un retentissement international en attirant l'attention de la presse étrangère,,.
Après deux ans, le 22 mars 2019, le groupe sort son deuxième album intitulé Goela below, avec les chansons Calmô et Intimidade. Il compte avec la participation de Mahmundi sur le titre Bem Bom. Lava était le premier single, sorti en mars 2018.

## Image
En 2014, elle rejoint l'école de théâtre Escola Livre de Teatro, à Santo André, et s'investit dans une identité visuelle androgyne. En tant qu'artiste, son look a commencé à mélanger turban, jupe, rouge à lèvres et moustache dans ses performances musicales qui incorporent des éléments scéniques à sa voix "tantôt rauque et sérieuse, tantôt propre et nette, qui façonne la musique noire brésilienne, mais remplie d'éléments pop", selon le magazine de la région de Minas Gerais "O Tempo". Rolling Stone Brasil, pour sa part, souligne que son regard déconstruit avec force les codes attribués au sexe masculin, étant donné qu'en tant qu'interprète et personne, elle ne se définit ni comme un homme, ni comme une femme, étant l'exemple d'une personne non-binaire ; tandis que sa "grande voix à la Tim Maia donne authenticité et puissance" aux chansons qu'elle interprète. Dans la publication du magazine, elle a reçu une question sur le pronom de traitement par lequel elle préfère être référé. Liniker a répondu qu'elle préfère le pronom féminin: «Je pense que c'est plus large. Dire «il» me laisse beaucoup dans la case masculine ». Plus tard, elle a déclaré qu'elle est une femme trans.

## Discographie
| Titre        | Détails                                                                                 |
| ------------ | --------------------------------------------------------------------------------------- |
| Remonta      | - Sortie: 16 septembre 2016 - Formats: CD, vinyle, streaming - Label: Album indépendant |
| Goela Abaixo | - Sortie: 22 mars 2019 - Formats: CD, vinyle, streaming - Label: Album indépendant      |

### Participations spéciales
| Titre           | Année | Autres artistes      | Album                        |
| --------------- | ----- | -------------------- | ---------------------------- |
| "Bolso Nada"    | 2016  | Francisco, el Hombre | Soltabruxa                   |
| "Amianto"       | 2017  | Supercombo           | Session da Tarde: 1re saison |
| Flutua          | 2017  | Johnny Hooker        | Coração                      |
| "Sirei A"       | 2017  | Linn da Quebrada     | Pajubá                       |
| "Amor Acidente" | 2018  | Rodrigo Alarcon      | Parte                        |
| "Talismã"       | 2020  | Amanda Magalhães     | Fragma                       |